# Ливберзе (станция)
Ли́вберзе (латыш. Līvbērze) — железнодорожная станция на линии Тукумс II — Елгава, ранее являвшейся частью Московско-Виндавской железной дороги. Была открыта в 1904 году, как станция IV класса Ливенберзен, расположенная неподалёку от имения барона П.Фиркса «Ливен-Берзен».
Находится на территории Ливберзской волости Елгавского края между станциями Слампе и Елгава.
До 1998 года между станциями Елгава и Ливберзе существовал остановочный пункт Бракшки, а между Слампе и Ливберзе остановочные пункты Джуксте и Апшупе.